# ستيفياني ويليامز
ستيفياني ويليامز (بالإنجليزية:  Stephanie Williams)‏ دبلوماسية أمريكية، عُينت رئيسة بعثة الأمم المتحدة للدعم في ليبيا (بالإنابة) في مارس 2020، خلفا لغسان سلامة.

## حياتها العلمية
حاصلة على شهادة في الاقتصاد والعلاقات الحكومية من جامعة ميريلاند، كوليدج بارك في عام 1987، وماجستير في الدراسات العربية عام 1989 في مركز الدراسات العربية المعاصرة في جامعة جورجتاون، وماجستير في الأمن القومي عام 2008 من الكلية الحربية الوطنية.

## حياتها الدبلوماسية
شغلت مناصب عديدة، منها نائب رئيس البعثة في البعثات الأمريكية في العراق خلال 2016-2017، وفي الأردن خلال 2013-2015، وفي البحرين خلال 2010-2013، حيث كانت قائمة بالأعمال في السفارة لمدة 10 شهور. كما كانت قائمة بالأعمال بالنيابة في سفارة الولايات المتحدة في ليبيا عام 2018. وعملت أيضا مستشارة أولى في سوريا وفي السفارات الأمريكية في كل من الإمارات العربية المتحدة والكويت وباكستان. وفي وزارة الخارجية الأمريكية، عملت مسؤولة عن مكتب الأردن، ونائبة مدير مصر والشؤون المشرقية، ومديرة مكتب المغرب العربي.